# Bittacus geniculatus
Bittacus geniculatus är en näbbsländeart som beskrevs av Wilhelm Ferdinand Erichson 1848. Bittacus geniculatus ingår i släktet Bittacus och familjen styltsländor. Inga underarter finns listade i Catalogue of Life.